# ساول ألفاريز
ساول ألفاريز (بالإسبانية: Saúl Álvarez) مواليد 18 يوليو 1990 في غوادالاخارا، هو ملاكم مكسيكي محترف ضمن فئة الوزن المتوسط. حقق بطولة رابطة الملاكمة العالمية وبطولة المجلس العالمي للملاكمة وبطولة منظمة الملاكمة العالمية.

## إحصائيات
خاض خلال مسيرته 67 نزالا، فاز في 63 وتعادل في 2 وخسر في 2. فاز بالضربة القاضية في 39 نزالا.

## وصلات خارجية
- ساول ألفاريز على موقع بوكس ريك (الإنجليزية) (registration required)

- الموقع الرسمي